# Ідра (1889)

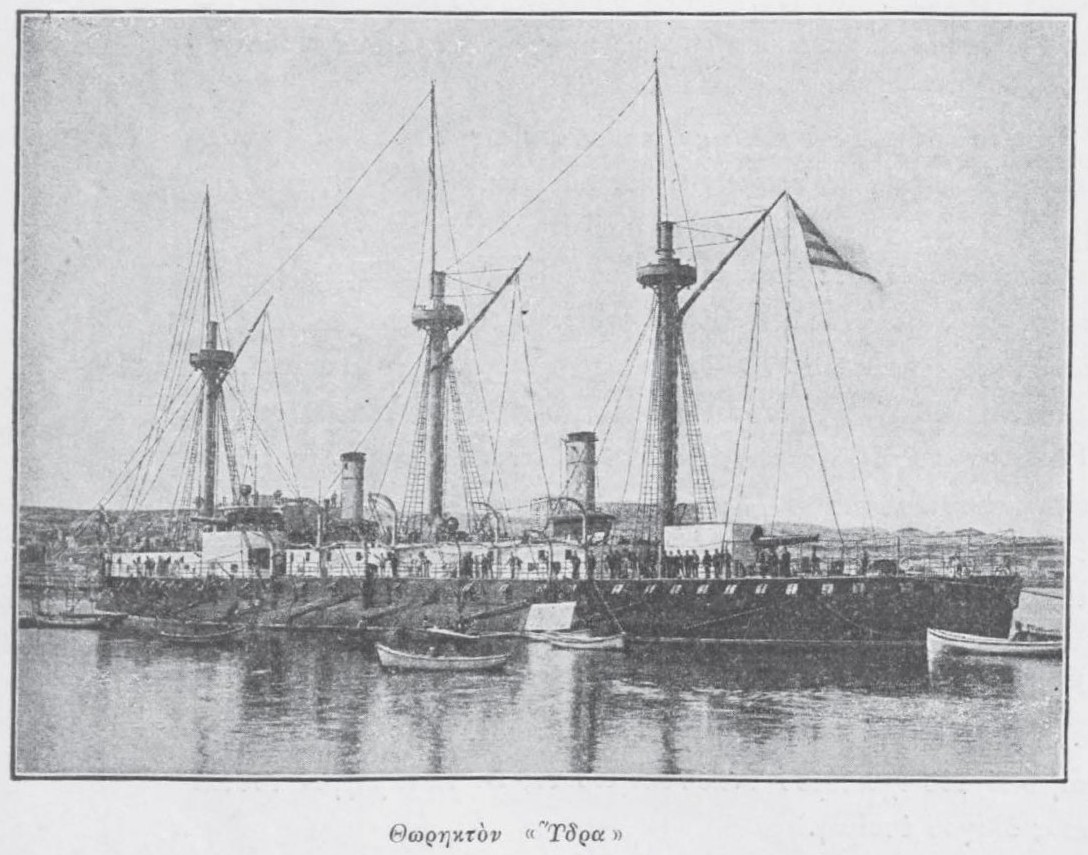
Броненосець "Ідра « фотографія 1896 року

„Ідра“ (грец. ΥΔΡΑ) — броненосець берегової оборони однойменного типу, побудований за замовленням грецького уряду в 1888—1890 роках за проектом французького адмірала Дюпона на верфі Сен-Назер, Франція. Отримав ім'я одного з трьох основних островів — оплотів грецького флоту під час Грецької революції — острова Ідра. Відповідно, два інших корабля серії отримали імена „Псара“ і „Спеце“ також на честь однойменних островів.

## Служба
У січні 1897 року, під командуванням капітана В. Вокоса і командувача ескадри капітана А. Райнека, „Ідра“ був посланий до острова Крит разом з військовим транспортом „Мікалі“, паровими канонерками „Алфіос“ і „Пініос“ та іншими малими кораблями, для захисту православного грецького населення острова та надання підтримки грецькому експедиційному корпусу полковника Тімолеона Вассоса, який висадився на острові.
Обмежений у своїх діях присутністю кораблів нейтральних Німеччини, Австрії, Великої Британії, Росії, Франції та Італії, Райнек не здійснив жодних істотних дій, навіть коли кораблі європейських держав стали обстрілювати критських повстанців. Це викликало обурення серед грецького населення і відставку Райнека.
Броненосець «Ідра» взяв участь в греко-турецькій війні 1897 року. Вже досить застарілий корабель взяв участь у Балканських війнах (1912—1913), зокрема у битвах з османським флотом при Еллі і при Лемносі. Броненосець взяв участь у Першій світовій війні, після закінчення якої, в листопаді 1918 року, був виведений з активного складу. З 1922 по 1929 рік корабель використовувався в якості артилерійського училища. У 1930 році був проданий на брухт.

## Попередники
- Трофейний (єгипетський) вітрильний корвет. У складі флоту з 1827 року.
- Паровий канонерський човен. У складі флоту з 1881 року. Перейменований на «Амбракія» у 1889 році, аби «звільнити» ім'я для броненосця.

## Наступники
- Ідра (есмінець). У складі флоту з 1933 року.
- Ідра (фрегат). У складі флоту з 1992 року.